# 스포츠서울
스포츠서울(The Daily Sports Seoul)은 대한민국의 신문이며, 이 신문을 발행하는 회사의 이름이기도 하다. 최초의 전지면 가로쓰기 및 한글쓰기, 그리고 전면 컬러 편집으로 1985년 6월 22일 창간하였다.
스포츠서울(주)는 코스닥에 상장 기업으로, 대표이사의 횡령 등으로 2014년 상장폐지가 예정되어 있었으나, 대표이사에 대한 고소가 취하되어 실제 상장폐지가 되지는 않았다.

## 신문
스포츠서울은 1985년 6월 22일, 서울신문의 자매지로 창간되었다. 스포츠서울은 스포츠, 연예 등을 전문적으로 다루는 일간지이다. 1면부터 12면 ~ 14면은 스포츠 관련 기사가 주를 이루고 있으며 이후의 면은 연예, 방송, 오락, 문화, 만화 등을 담고 있다.
주요사업 및 행사로는 1990년부터 이어진 서울가요대상과, 서울수복기념 해병대 마라톤 및 스포츠서울 마라톤 등과 같은 마라톤대회, 여왕기축구대회, 스포츠서울 대상경마 등이 있으며 그 외 여러 이벤트문화사업과 생활체육대회, 지방축제 등을 개최하고 있으며 1987년부터 '올해의 프로축구 대상'을 제정하여 스포츠신문사 2호 프로축구 시상식을 개최했으나  시상 주최사 간의 자존심 경쟁 - 비슷한 시상식 명칭과 시상 부문 - 수상자 중복 등이 걸림돌로 나타나자 2007년을 끝으로 폐지됐다.